# これからのSomeday/Wonder zone
- ラブライブ! > μ's > これからのSomeday/Wonder zone
- ラブライブ! > ラブライブ!のディスコグラフィ > これからのSomeday/Wonder zone

「これからのSomeday／Wonder zone」（これからのサムデイ／ワンダーゾーン）は、μ'sの両A面シングル。2013年3月6日にLantisから発売された。

## 概要
テレビアニメ『ラブライブ！』の挿入歌第2弾。テレビアニメの挿入歌シングルにおいて、μ'sのメンバー全員が参加するのは本作で初めてとなる。ジャケットイラストは3月3日に公開された。
初回生産分には「μ'sのアイ活!理想のデートプランカード」が1枚（全9種）ランダムで付属する。
2013年3月18日付のオリコン週間チャートでは週間7位を獲得し、『ラブライブ！』関連CDの週間最高位（当時）を更新した。
キャッチコピーは「みんなで叶えたい…ミライがある!」。

## 批評
CDジャーナルは「これからのSomeday」について「軽快なバンド・サウンドを基調に、キュートな装飾音がファンタジー映画のような華やかな彩りを添える」と肯定的に評価し、また2曲の歌詞について「畑亜貴の詞世界も希望に満ちた萌え仕様」と評した。

## 収録曲
（全作詞：畑亜貴）
1. これからのSomeday [4:28]
作曲：yozuca*、編曲：lotta
歌：高坂穂乃果（新田恵海）、南ことり（内田彩）、園田海未（三森すずこ）、星空凛（飯田里穂）、西木野真姫 (Pile)、小泉花陽（久保ユリカ）、矢澤にこ（徳井青空）
  - テレビアニメ第1期第6話挿入歌
  - 穂乃果達の等身大のイメージを描いた雰囲気を持つ曲[6]。
  - 衣装は不思議の国のアリスをイメージしている。配役は以下の通り。
    - マッドハッター（帽子屋）：高坂穂乃果、西木野真姫、（絢瀬絵里、東條希）
    - アリス：南ことり、小泉花陽、矢澤にこ
    - 白うさぎ：園田海未
    - チェシャ猫：星空凛

  - 絢瀬絵里（南條愛乃）、東條希（楠田亜衣奈）は不参加のため当初は衣装がなかったが、「ラブライブ! μ's 3rd Anniversary LoveLive!」にて披露され、後に「ラブライブ！スクールアイドルフェスティバル」でカードが追加された際に描き下ろされている。
2. Wonder zone [4:00]
作曲・編曲：佐々倉有吾
歌：μ's
  - テレビアニメ第1期第9話挿入歌
  - 南ことりがセンターを務める楽曲。アニメで使用された曲はイントロがことりソロver.だが、CDでは全員での歌唱になっている。
  - 畑亜貴曰く、ことりの雰囲気を出すのに苦戦し、作詞に最も苦労した曲[6]。
  - 作中では南ことりが作詞したという設定。
3. これからのSomeday (Off Vocal)
4. Wonder zone (Off Vocal)

## 収録アルバム
| 曲名              | アルバム                                    | 発売日        | 備考           |
| ----------------- | ------------------------------------------- | ------------- | -------------- |
| これからのSomeday | 『μ's Best Album Best Live! Collection II』 | 2015年5月27日 | ベストアルバム |
| Wonder zone       | 『μ's Best Album Best Live! Collection II』 | 2015年5月27日 | ベストアルバム |